# Cargèse
Cargèse (Carghjese en corso, Καργκέζε en griego, Cargese en italiano), es una comuna francesa del departamento de Córcega del Sur, en la colectividad territorial de Córcega. Fundada en 1676 por emigrados griegos que huían de los otomanos.

## Demografía
| 665 | 753 | 889 | 898 | 915 | 982 | 1 117 | 1 263 | 1 312 |
| Para los censos de 1962 a 1999 la población legal corresponde a la población sin duplicidades (Fuente: INSEE [Consultar]) |     |     |     |     |     |       |       |       |

## Geografía
Cargèse se encuentra sobre un promontorio en el extremo norte del golfo de Sagone.
Hay 5 playas en la comuna de Cargese. Al sur están la playa de la Confina (Sobre la que se encuentra actualmente el UCPA), la playa de Porto Monaghi (es en esta playa donde los griegos que llegaron para fundar Paomia desembarcaron en 1676), y la playa de  Menasina. Al norte se encuentran las playas de Pero y la de Chioni, a 7 km del pueblo (En esta playa se encuentra actual mente el Club Méditerranée).

## Historia
Cargèse es conocida como «la ciudad griega».
En enero de 1676 una pequeña colonia de 600 Griegos nacidos en la ciudad de Vitylo (actualmente Otylio), al sur del Peloponeso  se establecieron en Paomia, en el golfo de Sagone, 2 km al sudeste de la actual Cargèse huyendo de la ocupación otomana. La República de Génova, propietaria entonces de la isla de Córcega, les cede estos terrenos como recompensa a la ayuda prestada por los habitantes de Vitylo en su lucha contra los turcos. Sin embargo, son recibidos de forma hostil por las poblaciones locales, que ven en ellos a unos aliados de los genoveses. En 1732 deben refugiarse en Ajaccio, donde Génova les ofrece tierras para establecerse. En 1773 los griegos reciben de Marbeuf, el gobernador francés de la isla, el territorio de Cargèse y construyen allí un pueblo de 120 viviendas. Una cincuentena de familias griegas decide establecerse allí en 1774. Marbeuf logra que la comuna pase a ser un marquesado, convirtiéndose así en marqués de Marbeuf. El marqués manda construir un castillo al noroeste del pueblo, donde recibe a la madre de Napoleón Bonaparte durante varios veranos.  El castillo es destruido en 1793 por los rebeldes corsos. Con el paso de los siglos los matrimonios mixtos entre los descendientes de los colonos griegos y los nativos corsos han fusionado a las dos comunidades de Cargèse.

## Particularidad religiosa
Cuando los genoveses cedieron el territorio de Paomia a la comunidad griega, les obligaron a firmar un contrato en el cual se estipulaba que los griegos podían conservar el rito ortodoxo pero que debían aceptar y someterse a la autoridad papal. De hecho los futuros archimandritas de la comunidad debían seguir una formación en Roma. Así, aunque el rito griego oriental se ha conservado hasta nuestros días, la iglesia griega de Cargèse es de obediencia católica: se trata, pues, de uno de los ritos llamados grecocatólicos o bizantinos católicos. Con el paso del tiempo, muchos griegos se pasaron al rito latino. Los dos ritos coexisten todavía.

## Monumentos y lugares de interés
La iglesia latina
Fue levantada durante el siglo XIX para responder a las necesidades de la población católica de rito latino. Esta iglesia de campanario cuadrangular está construida sobre una terraza que domina el golfo de Sagone, justo enfrente de la iglesia griega.
La iglesia griega
Este santuariocatólico de rito oriental fue levantado entre 1852 y 1870 frente a la iglesia latina. En él pueden admirarse los iconos que trajeron consigo los primeros colonos.

## Personas destacadas
- Louis-Charles-René de Marbeuf (1712-1786), conde de Marbeuf, marqués de Cargèse, gobernador de Córcega.
- Patrick Fiori natural de la villa (nacido en Marsella)
- Yvan Colonna originario de la villa